# 中华人民共和国农业机械部
中华人民共和国农业机械部是中华人民共和国国务院原有的一个组成部门，主管農業機械事务，1959年8月组建农业机械部，1959年9月15日正式成立。1963年开始在东安门北街147号办公，1965年1月改称中华人民共和国第八机械工业部。1970年7月1日并入第一机械工业部为农机局。1994年撤销。

## 历任部长
1. 陈正人（1959.8-1967.7）
2. 周特夫（军管会主任，1967.7-1970.7)

## 机构设置
1959年：办公厅、计划财务司、基本建设司、生产调度司、拖拉机局、动力机械局、农机修配局、农具改良局、技术司、教育司、干部司